# Max Handelman
Max Handelman (* 1973) ist ein US-amerikanischer Filmproduzent und Autor.

## Leben
Handelman wuchs in Portland, Oregon auf und besuchte dort bis 1991 die Catlin Gabel school. Er hält einen Bachelor der University of Pennsylvania und einen Master of Business Administration der Anderson School of Management an der University of California, Los Angeles.
Er arbeitete zunächst als Investmentbanker, bevor er bei der News Corporation die Fantasy-Football-Abteilung von Fox Sports mitbegründete. Gemeinsam mit Erik Barmack verfasste er das Buch Why Fantasy Football Matters: (And Our Lives Do Not).
Sein Debüt als Filmproduzent gab Handelmann 2009 mit der Produktion des Action-Thrillers Surrogates – Mein zweites Ich. Später folgten drei Teile der Musikfilm-Reihe Pitch Perfect. 2019 produzierte Handelman die Neuverfilmung 3 Engel für Charlie.
Mit seiner Ehefrau Elizabeth Banks betreibt Handelman das Produktionsunternehmen Brownstone Productions. Sie haben zwei Söhne. Die Familie lebt in Los Angeles.

## Filmografie (Auswahl)
Produzent
- 2009: Surrogates – Mein zweites Ich (Surrogates)
- 2012: Pitch Perfect
- 2015: Pitch Perfect 2
- 2017: Amerikas meistgehasste Frau (The Most Hated Woman in America)
- 2017: Pitch Perfect 3
- 2019: 3 Engel für Charlie (Charlie’s Angels)
- 2023: Cocaine Bear
- 2023: Bottoms

Executive Producer
- 2015: Der ganz normale Studentenwahnsinn (Miniserie, 7 Episoden)
- 2017: The Trustee (Fernsehfilm)
- 2019–2021: Shrill (Fernsehserie, 8 Episoden)
- 2023: Cat Person